# Франсуа Лего
Франсуа Лего (фр. François Legault фр. вимова: [fʁɑ̃swa ləɡo]; нар. 26 травня 1957, Сент-Анн-де-Бельвю, регіон Монреаль, Квебек) — канадський бізнесмен і політик, 32-й і нинішній прем'єр-міністр Квебеку з 2018 року. Лідер партії «Коаліція за майбутнє Квебеку» з моменту її заснування у 2011 році. Співзасновник канадської авіакомпанії Air Transat.

## Біографія
Він вивчав бізнес-адміністрування у Бізнес-школі Монреальського університету. Він також став дипломованим бухгалтером. Лего працював адміністратором в Provigo і аудитором Ernst & Young до 1984 року. У 1985 році він зайняв посаду директора з питань фінансів та адміністрування в Nationair Canada, був директором з маркетингу в Quebecair. Він став співзасновником Air Transat у 1986 році, будучи директором з маркетингу в Quebecair. Він був генеральним директором цієї компанії до 1997 року. З 1995 по 1998 рік Лего входив до ради директорів різних компаній.
Член Національного зібрання Квебеку з 1998 по 2009 рік і з 2012 року. Міністр освіти Квебеку з 1998 по 2002 рік і міністр охорони здоров'я Квебеку з 2002 по 2003 рік.
Одружений, має двох дітей.